# Église Saint-Pierre-et-Saint-Paul de Bela Crkva
Pour les articles homonymes, voir Église Saint-Pierre-et-Saint-Paul.
L'église Saint-Pierre et Saint-Paul de Bela Crkva (en serbe cyrillique : Црква светих Петра и Павла у Белој Цркви ; en serbe latin : Crkva svetih Petra i Pavla u Beloj Crkvi) est une église orthodoxe serbe située à Bela Crkva, dans la province autonome de Voïvodine et dans le district du Banat méridional en Serbie. Elle est inscrite sur la liste des monuments culturels de grande importance de la république de Serbie (identifiant no SK 1129).

## Présentation
Une première église en bois a été construite à Bela Crkva en 1751. L'église actuelle a été construite dans un style baroque entre 1774 et 1780, quand elle a été consacrée par l'évêque de Vršac Vikentije Popović.
L'édifice est constitué d'une nef unique prolongée par une abside à trois pans, tandis que la partie du chœur est à peine saillante. Le clocher domine la partie occidentale du bâtiment. À l'extérieur, les façades sont rythmées horizontalement par des plinthes et par des corniches courant sous le toit ; elles sont rythmées verticalement par des pilastres et par les fenêtres profilées. La façade occidentale dispose d'un tympan orné de volutes.
Après la démolition de l'ancienne église, les icônes qu'elle abritait ont été transférées dans le nouveau bâtiment. En 1793, une nouvelle iconostase a été sculptée par Aksentije Marković, un maître de la sculpture sur bois ; elle a été peinte en 1810 par Pavel Đurković, un des peintres d'icônes les plus célèbres de l'époque de l'évêque Josif Jovanović Šakabenta. Simeon Jakšić, originaire de Bela Crkva, a réalisé les fresques des murs et des voûtes également en 1810,.
Le 28 juin 1878, une tempête arrache du toit une croix en fer forgé qui se trouve désormais dans le cimetière et symbolise les Serbes tombés au cours de la révolution hongroise de 1848-1849 ; l'édifice subit alors de nombreux autres dégâts. En 1883, de nouvelles cloches sont installées dans le beffroi. En 1898, après la reconstruction des murs, des voûtes et de l'iconostase, le peintre Đoka Putnik et son fils Ivan réalisent de nouvelles œuvres pour l'église,.
L'église Saint-Pierre-Saint-Paul de Bela Crkva a été placée sous la protection de l'État en 1962.
L'église abrite un linceul tissé à Vienne et qui faisait partie des collections de la première église bâtie sur le site.